# Sione Takitaki
Sione Takitaki (Fontana, 8 giugno 1995) è un giocatore di football americano statunitense che milita nel ruolo di linebacker per i New England Patriots della National Football League (NFL).

## Carriera

### Cleveland Browns
Takitaki fu scelto nel corso del terzo giro (80º assoluto) del Draft NFL 2019 dai Cleveland Browns. Debuttò come professionista subentrando nella gara del secondo turno contro i New York Jets mettendo a segno un tackle. La sua stagione da rookie si concluse con 21 tackle in 15 presenze, una delle quali come titolare.
Nella settimana 11 della stagione 2020 Takitaki mise a segno un intercetto su Carson Wentz dei Philadelphia Eagles ritornando il pallone per 50 yard in touchdown.

### New England Patriots
Il 14 marzo 2024 Takitaki firmò un contratto biennale con i New England Patriots.